# Епархия Сьенфуэгоса
Епархия Сьенфуэгоса (лат. Dioecesis Centumfocencis) — епархия Римско-Католической церкви с центром в городе Сьенфуэгос, Куба. Епархия Сьенфуэгоса входит в митрополию Камагуэя. Кафедральным собором епархии Сьенфуэгоса является церковь святой Клары Ассизской.

## История
20 февраля 1903 года Римский папа Лев XIII издал бреве «Actum praeclare», которой учредил епархию Сьенфуэгоса, выделив её из епархии Сан-Кристобал-де-ла-Гаваны (сегодея — Архиепархия Гаваны). . В этот же день епархия Сьенфуэгоса вошла в митрополию Сантьяго-де-Кубы.
30 июня 1971 года епархия Сьенфуэгоса была переименована в епархию Сьенфуэгоса-Санта-Клары. 1 апреля 1995 года епархия Сьенфуэгоса-Санта-Клары была разделена на две отдельные епархии Сьенфуэгоса и Санта-Клары.
5 декабря 1998 года епархия Сьенфуэгоса вошла в митрополию Камагуэя.

## Ординарии епархии
- епископ Antonio Aurelio Torres y Sanz O.C.D. (5.04.1904 — 19.01.1916);
- епископ Valentín (Manuel) Zubizarreta y Unamunsaga (24.02.1922 — 30.03.1925) — назначен архиепископом Сантьяго-де-Кубы;
- епископ Eduardo Pedro Martínez y Dalmau C.P. (16.11.1935 — 16.03.1961);
- епископ Alfredo Antonio Francisco Müller y San Martín (7.04.1961 — 24.07.1971);
- епископ Fernando Ramón Prego Casal (24.07.1971 — 1.04.1995) — назначен епископом Санта-Клары;
- епископ Emilio Aranguren Echeverría (1.04.1995 — 14.11.2005) — назначен епископом Ольгина;
- епископ Domingo Oropesa Lorente (9.07.2007 — по настоящее время).

## Источник
- Annuario Pontificio, Libreria Editrice Vaticana, Città del Vaticano, 2003, ISBN 88-209-7422-3